# Russ Tamblyn
Russ Irving Tamblyn, född 30 december 1934 i Los Angeles, Kalifornien, är en amerikansk skådespelare. Hans mest kända roll är rollen som Riff i filmatiseringen från 1961 av musikalen West Side Story. Han är också känd som den kufiske psykologen Dr Jacoby i TV-serien Twin Peaks (1990–1991).

## Filmografi i urval

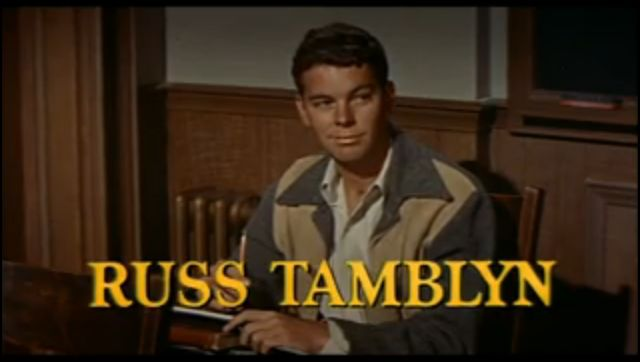
Russ Tamblyn i en trailer till filmen Lek i mörker (1957).

| - 1949 – Simson och Delila - 1950 – Revansch! - 1950 – The Vicious Years - 1951 – Morfar opp i dagen - 1951 – Plats för skratt - 1952 – Korseld i Korea - 1953 – Fronten väntar - 1954 – Sju brudar, sju bröder - 1955 – Jagad jägare - 1956 – Sista jakten - 1957 – Lek i mörker - 1958 – Tummeliten - 1958 – Någon är skyldig - 1960 – Cimarron - 1961 – West Side Story - 1962 – Bröderna Grimms underbara värld - 1963 – Det spökar på Hill House - 1963 – Röde Orm och de långa skeppen - 1965 – Johnny Gunfighter - 1966 – King Kongarnas krig - 1969 – Satan's Sadists | - 1970 – Dracula vs. Frankenstein - 1971 – Den sista filmen - 1982 – Neil Young: Human Highway - 1986–1987 – Fame (TV-serie) (tre avsnitt) - 1988 – The Phantom Empire - 1990 – Aftershock - 1990–1991 – Twin Peaks (TV-serie) (16 avsnitt) - 1991 – Wizards of the Demon Sword - 1992 – Dirty Tricks - 1993 – Djävulens avkommor - 1994 – Cabin Boy - 1997 – Invisible Mom - 1997 – Little Miss Magic - 1997 – Johnny Mysto: Boy Wizard - 1998 – Invisible Dad - 1999 – Våra bästa år (TV-serie) (okänt antal avsnitt) - 2004 – Mellan himmel och jord (TV-serie) (tre avsnitt) - 2011 – Drive - 2012 – Django Unchained - 2018 – The haunting of Hill House (Tv-serie/Netflix, 1 avsnitt) |

## Kuriosa
- Russ Tamblyn är också dansare, koreograf, gymnast och akrobat
- Han har i efterhand varit missnöjd med flera av sina skådespelarinsatser, däribland den i West Side Story, men ångrade sig efter att ha fått beröm för sin insats av Fred Astaire
- Russ Tamblyn har spelat läkare i inte mindre än 6 filmer/TV-serier
- Dottern Amber Tamblyn (f. 1983) har huvudrollen i TV-serien Mellan himmel och jord